# Lionel Jospin
Lionel Robert Jospin /ljɔ'nɛl ʒɔs'pɛ̃/ (Meudon, 12 luglio 1937) è un ex politico francese, Primo ministro della Francia dal 3 giugno 1997 al 6 maggio 2002, a capo di un governo di sinistra durante la presidenza di Jacques Chirac, di destra (la terza coabitazione della Quinta Repubblica francese). A lungo uno dei massimi esponenti del Partito Socialista.
Candidato alle elezioni presidenziali del 1995 vincendo le primarie del suo partito, ottenne un buon risultato al primo turno, accedendo al ballottaggio dove fu battuto da Jacques Chirac. Eletto segretario del PS, la vittoria della "sinistra plurale" alle elezioni legislative del 1997 gli permise di diventare Primo ministro, inaugurando così la terza coabitazione. Il suo governo di coalizione ("maggioranza plurale") istituì la settimana di 35 ore e il lavoro giovanile. Il governo Jospin è ad oggi il più lungo della Quinta Repubblica.
Di nuovo candidato alle presidenziali del 2002, fu clamorosamente eliminato al primo turno, preceduto dal presidente uscente, Jacques Chirac, e dal candidato del Fronte Nazionale, Jean-Marie Le Pen. Fece subito appello a un "fronte repubblicano" contro l'estrema destra, annunciando al contempo il ritiro dalla vita politica e dimettendosi da Primo ministro.
Presentato come possibile candidato del PS per le elezioni presidenziali del 2007, desistette di fronte alla popolarità di Ségolène Royal.
Nel 2015 il presidente dell'Assemblea nazionale Claude Bartolone lo nominò membro del Consiglio costituzionale, funzione terminata nel 2019.

## Biografia

### Primi anni
Suo padre Robert Jospin, di religione protestante, è maestro elementare in una scuola del VII arrondissement di Parigi e, nel primo dopoguerra, direttore di istituto per ragazzi difficili. Socialista e pacifista, candidato non eletto alle elezioni politiche del 1936, Robert Jospin è espulso dalla SFIO nell'agosto 1944 per aver accettato la nomina a consigliere comunale di Meudon da parte del prefetto collaborazionista (sarà riammesso nel partito dieci anni più tardi).
Sua madre, Mireille Aliette Dandieu, donna dotata di grande apertura mentale e di forte personalità, è levatrice. Una delle sue sorelle, Noëlle Châtelet, ha lavorato in alcuni film ed è scrittrice.
Studente brillante, Lionel Jospin dopo il liceo frequenta l'Institut d'études politiques (IEP) di Parigi ed è ammesso all'Ecole Nationale d'Administration (ENA). Dopo il servizio militare come ufficiale di complemento, Lionel Jospin entra nel corpo diplomatico. Nel 1970 si colloca in aspettativa per assumere la docenza di economia politica presso l'Institut universitaire de technologie (IUT) di Sceaux, incarico che lascia nel 1981 a seguito dell'elezione a deputato.

### Segretario del PS e ministro con Mitterrand
Dopo aver aderito inizialmente a una formazione trotskista, nel 1971 entra nel Partito Socialista da poco rifondato da François Mitterrand. Questi lo prende immediatamente sotto la sua ala protettrice e ne favorisce l'ingresso nella gerarchia del partito.
È eletto deputato all'Assemblée Nationale nel 1981, 1986, 1988 e 1997.
Primo segretario del Partito Socialista (PS) dal 1981 al 1987.
Ministro dell'educazione nazionale, della ricerca e dello sport, con il rango di ministro di Stato, dei governi Rocard (1988-1991). Ministro dell'educazione nazionale e della ricerca, sempre con il rango di ministro di Stato, nel governo di Édith Cresson (1991-1992). Come rango protocollare, è il numero due del governo dopo il Primo ministro. Nel 1992 il suo nome è escluso dal governo di Pierre Bérégovoy, e questo provocherà un'incrinatura nei rapporti con Mitterrand.
Alle elezioni legislative del marzo 1993, che vedono una grave sconfitta dei socialisti, non è rieletto.

### Candidato alle presidenziali del 1995
Dopo la mancata candidatura di Jacques Delors, alle elezioni presidenziali del maggio 1995 è il candidato del Partito Socialista. Con il 23% dei voti, arriva in testa al primo turno, ma al ballottaggio raccoglie il 47,4% ed è battuto dal candidato neogollista Jacques Chirac.

### Primo ministro in coabitazione con Chirac
Rieletto segretario del Parti Socialiste, dopo la vittoria dello schieramento progressista alle elezioni politiche anticipate del giugno 1997 è incaricato dal presidente della Repubblica Jacques Chirac di formare un governo di "coabitazione". Per la prima volta nella storia della Quinta Repubblica francese, un presidente espresso dallo schieramento conservatore deve convivere con un primo ministro dello schieramento opposto (i due precedenti governi di coabitazione, guidati da Jacques Chirac dal 1986 al 1988 e da Édouard Balladur dal 1993 al 1995, vedevano invece un primo ministro neo gollista e un presidente della Repubblica, François Mitterrand, socialista). È dunque primo ministro dal 4 giugno 1997 al 7 maggio 2002. Pur tra frequenti attriti con Chirac e numerosi sostituzioni di ministri, Jospin riesce a rimanere in carica per l'intera legislatura.

### Candidato alle presidenziali del 2002, la sconfitta e il ritiro
È nuovamente il candidato unico socialista alle elezioni presidenziali del 2002, avendo come avversario lo stesso Jacques Chirac ma diversi altri anche a sinistra, tra cui il presidente del Movimento dei Cittadini, Jean-Pierre Chevènement, che era stato per un triennio ministro dell'interno del suo governo. La presenza di un candidato della sinistra moderata comporta una grave erosione di voti ai danni di Jospin, già indebolito dalla presenza del candidato comunista, di quello verde e della candidata radicale, e perfino di due candidati della sinistra extraparlamentare.
A sorpresa, è eliminato al primo turno, superato dal candidato di estrema destra, il presidente del Front National Jean-Marie Le Pen. Quest'ultimo accede inaspettatamente nel ballottaggio (al secondo turno sarà sconfitto da Jacques Chirac, che ottenne l'82% dei voti). A seguito della disfatta, Jospin annuncia pubblicamente il suo ritiro definitivo dalla vita politica alla fine delle presidenziali.
Da semplice militante del PS, interviene periodicamente con discorsi, libri ed articoli, e le sue dichiarazioni sono sempre seguite con grande attenzione dalla stampa e dalla classe politica. Il 4 settembre 2006 dichiara di possedere "i requisiti per poter assumere la carica di capo di Stato" (e quindi di non escludere una sua candidatura alle elezioni presidenziali del 2007), ma il 28 dello stesso mese dichiara che non sarà candidato.
Nel gennaio 2010 pubblica un libro-intervista, Lionel reconte Jospin, nel quale analizza la sua carriera politica e la sua storia personale, rivendicando le scelte significative degli anni di governo (35 ore, copertura medica universale, PACS). Un film-documentario dallo stesso titolo, diretto da Patrick Rotman (riduzione di questa intervista) è presentato in anteprima al Forum des images di Parigi all'inizio del 2010, e diffuso sulla rete nazionale France 2 il 14 ed il 21 gennaio dello stesso anno.

### La commissione Jospin
Il 14 luglio 2012 è designato dal presidente della Repubblica François Hollande alla presidenza di una commissione cui è dato il compito di avanzare proposte per la moralizzazione e il rinnovamento della vita pubblica. La commissione si è insediata il successivo 25 luglio.

### Al Consiglio costituzionale
Il 9 dicembre 2014 il presidente dell'Assemblea Nazionale, Claude Bartolone, nomina Lionel Jospin membro del Consiglio costituzionale, in sostituzione di Jacques Barrot, deceduto il 3 dicembre. Il mandato di Jospin inizia il 6 gennaio 2015, giorno in cui effettua il giuramento, e termina il 12 marzo 2019. La sua durata, infatti, è destinata a esaurire quella del mandato (12 marzo 2010-12 marzo 2019) lasciato incompiuto dal predecessore Barrot.

## Saggi
- (FR) Lionel Jospin, Le mal napoléonien, Éditions du Seuil, 2014.